# Caso José Bretón
Con el nombre de caso José Bretón, caso Bretón o caso Ruth y José se conocen los sucesos relacionados con la desaparición y asesinato de los hermanos Ruth Bretón Ortiz, de seis años, y José Bretón Ortiz, de dos, el 8 de octubre de 2011 en la ciudad de Córdoba, Andalucía, España. Ambos fueron asesinados por su padre, José Bretón Gómez, y sus cadáveres fueron calcinados por él mismo, dejando escasos restos identificables de los menores.
El caso fue objeto de una fuerte cobertura mediática, inicialmente porque el padre aseguró que los niños desaparecieron durante un despiste suyo mientras jugaban en un parque de la ciudad cordobesa. La investigación policial fue conocida como Operación Resplandor.
La Audiencia Provincial de Córdoba condenó finalmente el 22 de julio de 2013 a José Bretón a 40 años de cárcel por un doble asesinato donde mediaron como agravantes el parentesco, la premeditación y el carácter despiadado demostrado por Bretón en la ejecución de los hechos. En marzo de 2015 la condena se vio rebajada hasta un máximo de 25 años.

## Contexto
En septiembre de 2011 Ruth Ortiz Ramos le comunicó a su entonces marido, José Bretón Gómez, con el que tenía dos hijos en común, Ruth y José, de 6 y 2 años de edad, respectivamente, su intención de divorciarse de él. José Bretón concibió entonces la idea de dar muerte a los niños –sus hijos–, como venganza contra su mujer.
Finalmente el día 8 de octubre de 2011 se consumó el crimen, cuando la víspera José Bretón recogió en Huelva a sus hijos para llevarlos con él a Córdoba a pasar el fin de semana.

## Perfil psicológico
Los rasgos más característicos de José Bretón serían esa preocupación excesiva por todo lo que le rodea, dando entonces pie a su odio al caos, desorganización y a su trastorno obsesivo-compulsivo (TOC). También poseía una personalidad en la que busca el compromiso, ya sea a nivel sentimental o por la necesidad de pertenecer a algo más grande que él; no solo eso, sino que además defendía sus ideales a toda costa lo que en ocasiones daba lugar a episodios de agresividad.
Uno de sus mayores miedos era perder el apoyo de aquellos a quienes él consideraba su grupo. Tomando decisiones drásticas cuando esto se le salía de control, un ejemplo es cuando trató de suicidarse cuando su expareja rompió con él.
Retomando el tema de su TOC, está diagnosticado por un psiquiatra y se demostraba con una necesidad patológica de mantener todo escrupulosamente limpio. Se cree que esto puede derivar de su estancia en el Ejército, más específicamente en la Brigada Mecanizada X, con la que estuvo destinado en Bosnia, durante la cual ya empezaron a salir a la luz algunas de sus manías.

## Planificación del asesinato
Para ejecutar dicho plan, José Bretón decidió que el lugar más seguro sería la finca de sus padres, situada en el polígono de las Quemadas, conocida como Finca de Las Quemadillas, en Córdoba; así como que la fecha adecuada sería el día 8 de octubre de 2011, aprovechando que ese fin de semana estaría con sus hijos.
Con dicha finalidad, comenzó una serie de preparativos. Así, aprovechando que un médico psiquiatra que ya lo había tratado años antes y con quien había consultado recientemente le había recetado unos medicamentos tranquilizantes –un ansiolítico y un antidepresivo–, denominados Orfidal y paroxetina , José Bretón los compró el día 29 de septiembre de 2011 en una farmacia para, una vez llegado el momento, poder adormecer y matar a sus hijos fácilmente.
Asimismo, con la intención de, una vez ejecutada su acción letal, hacer desaparecer los cuerpos de sus hijos, entre los días 5 y 7 de octubre de 2011, José Bretón hizo acopio de leña en la parcela y adquirió combustible (gasóleo) en grandes cantidades en una gasolinera de Huelva, comprando en total 271,11 litros.
Al mismo tiempo, José Bretón fue ideando una coartada para la desaparición de sus hijos, decidiendo fingir que se le habían perdido en un parque, y a fin de tener datos que ofrecer sobre la supuesta pérdida de unos menores, hizo una especie de experimento con sus sobrinos, los hijos de su hermana Catalina Bretón y su cuñado José Ortega, en la mañana del día 6 de octubre de 2011, dejándolos solos unos momentos cuando los llevaba al colegio.

## Desarrollo de los hechos
El día 7 de octubre de 2011, José Bretón recogió a sus hijos en Huelva y marchó con ellos a Córdoba, donde primero estuvieron en casa de los padres de José Bretón y posteriormente en casa de su hermana, Catalina Bretón, donde dejó a los niños. Desde allí se dirigió a la finca de Las Quemadillas a fin de sacar del maletero del coche y dejar allí las garrafas de combustible que había comprado esa misma mañana en Huelva.

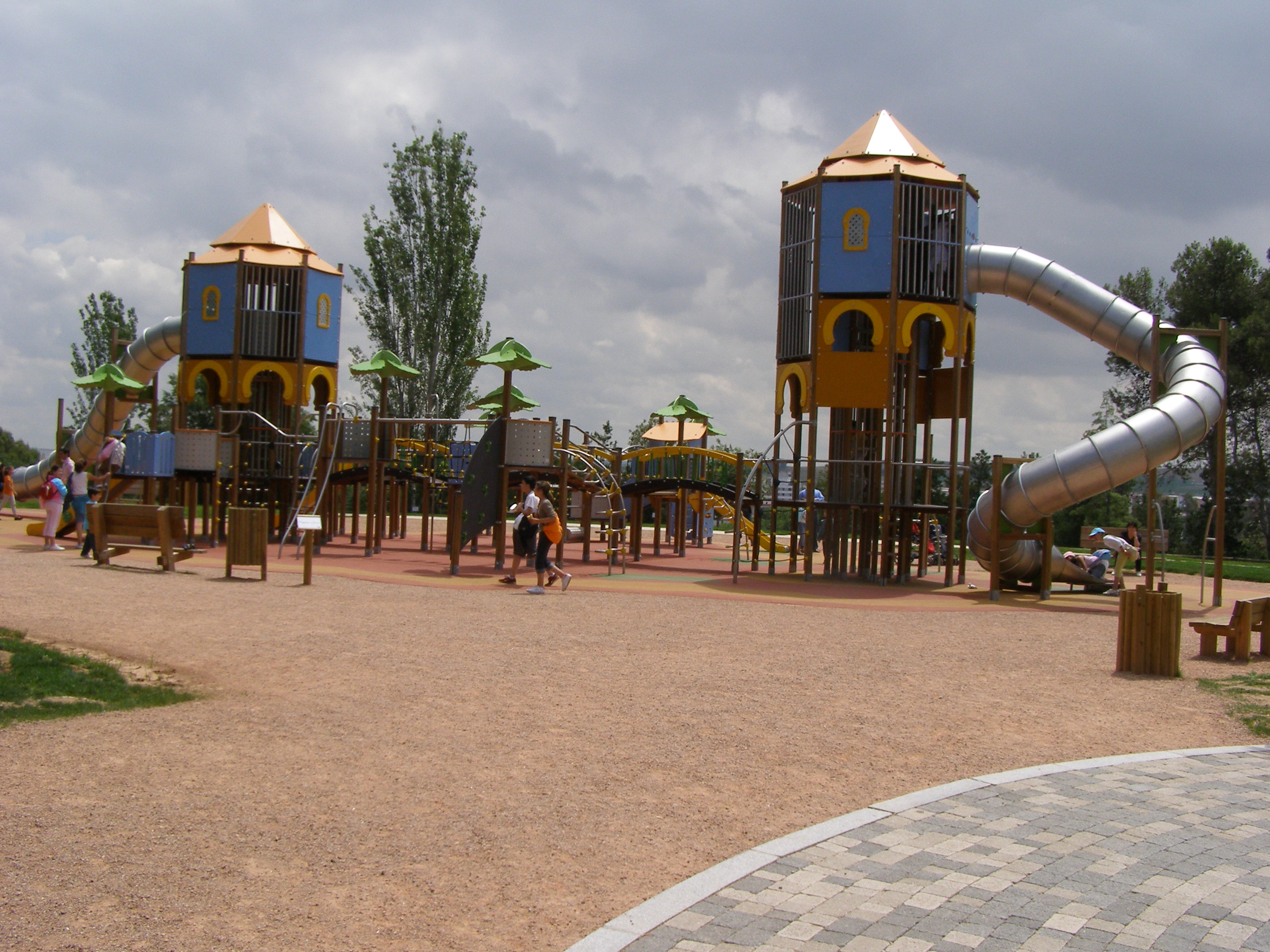
Ciudad de los niños de Córdoba, donde José Bretón alegó haber perdido a sus hijos.

A su vez, para dar mejor cobertura a la simulación de extravío de sus hijos, Bretón les propuso a sus hermanos Catalina y Rafael acudir en la tarde del día 8 de octubre a la denominada “Ciudad de los Niños” de Córdoba con sus respectivos hijos, aunque sin concretar completamente la cita. También le dijo a su madre que ese mismo día no iba a comer en su casa, porque había quedado con unos amigos, lo que era falso.
En la mañana del día 8 de octubre, José Bretón y sus hijos fueron a casa de Catalina, donde Bretón permaneció con sus hijos y sobrinos hasta las 13:30, mientras su hermana y cuñado hacían la compra en un hipermercado. Cuando volvieron, el cuñado llevó a José Bretón y a los hijos de este a recoger su coche a la casa de los abuelos. Allí, José Bretón se detuvo lo justo para hacer creer a su familia que se dirigía a comer con unos amigos, algo que resultó no ser cierto.
Al salir de la casa de sus padres, José Bretón, junto con sus dos hijos, se dirigió con su vehículo a la finca de Las Quemadillas, suministrando a los niños durante el trayecto, o al llegar a la misma, un número indeterminado de pastillas del ansiolítico Orfidal, para facilitar su adormecimiento total o su muerte. Una vez que llegaron a la finca, sobre las 13:48 horas de dicho día, José Bretón telefoneó de nuevo a su esposa, sin que lograra comunicar con ella, por lo que decidió seguir con su propósito.
Acto seguido, conforme a lo que ya tenía previsto y meditado, preparó una especie de pira funeraria cuyos elementos esenciales ya tenía dispuestos, en un lugar nuevo de la finca, entre varios naranjos y sin visibilidad desde el exterior, en la cual colocó los cuerpos sin vida de sus hijos (esto lo dice Bretón, pero no está confirmado que los pequeños estuviesen muertos) junto con una mesa metálica con el tablero en posición vertical, que cubría prácticamente en toda su longitud el cuerpo de los menores y la propia pira, y prendió una gran hoguera que avivó rápidamente gracias al uso de leña –unos 250 kilogramos– y gasoil –alrededor de 80 litros–, que llegó a alcanzar temperaturas de hasta 1200 °C, logrando un efecto similar al de un horno crematorio. Ante la magnitud de la temperatura, las partes blandas de los cuerpos de los niños desaparecieron rápidamente, quedando únicamente unos restos óseos. José Bretón permaneció junto a la hoguera hasta las 17:30, alimentándola de gasoil (acelerante) para mantener la elevada temperatura que permitiera la total calcinación y desaparición de los cuerpos de sus hijos.
A continuación, José Bretón condujo hasta el entorno de la “Ciudad de los Niños” cordobesa, aparcando sobre las 18:01 a unos trescientos metros, intercambiando mensajes telefónicos de mensajería instantánea en los minutos posteriores con su hermano Rafael Bretón, haciéndole creer que estaba en las proximidades del parque con sus hijos; haciendo lo propio con su madre, que lo llamó por teléfono desde su domicilio. Cuando José Bretón consideró que había transcurrido un tiempo suficiente para hacer creíble la ficticia desaparición de sus hijos, llamó de nuevo a su hermano Rafael, sobre las 18:18, diciéndole que había perdido a los niños, realizando otras llamadas a la familia, logrando que tanto su hermano como su cuñado José Ortega acudieran a la “Ciudad de los Niños” para iniciar la búsqueda.
Sobre las 18:41 horas, José Bretón llamó al teléfono de emergencias 112 comunicando la desaparición de sus hijos, provocando la intervención de la policía. Acudió sobre las 20:43 a la Comisaría de Policía Nacional de Córdoba para presentar denuncia por la desaparición, dando lugar a la incoación de un procedimiento judicial, pese a conocer perfectamente que no había existido tal desaparición en el parque, sino que él había dado muerte previamente a sus hijos.
José Bretón fue enviado a prisión incondicional sin fianza el 22 de octubre de 2011, tras el avance de la investigación del caso.

## Polémica sobre los restos óseos

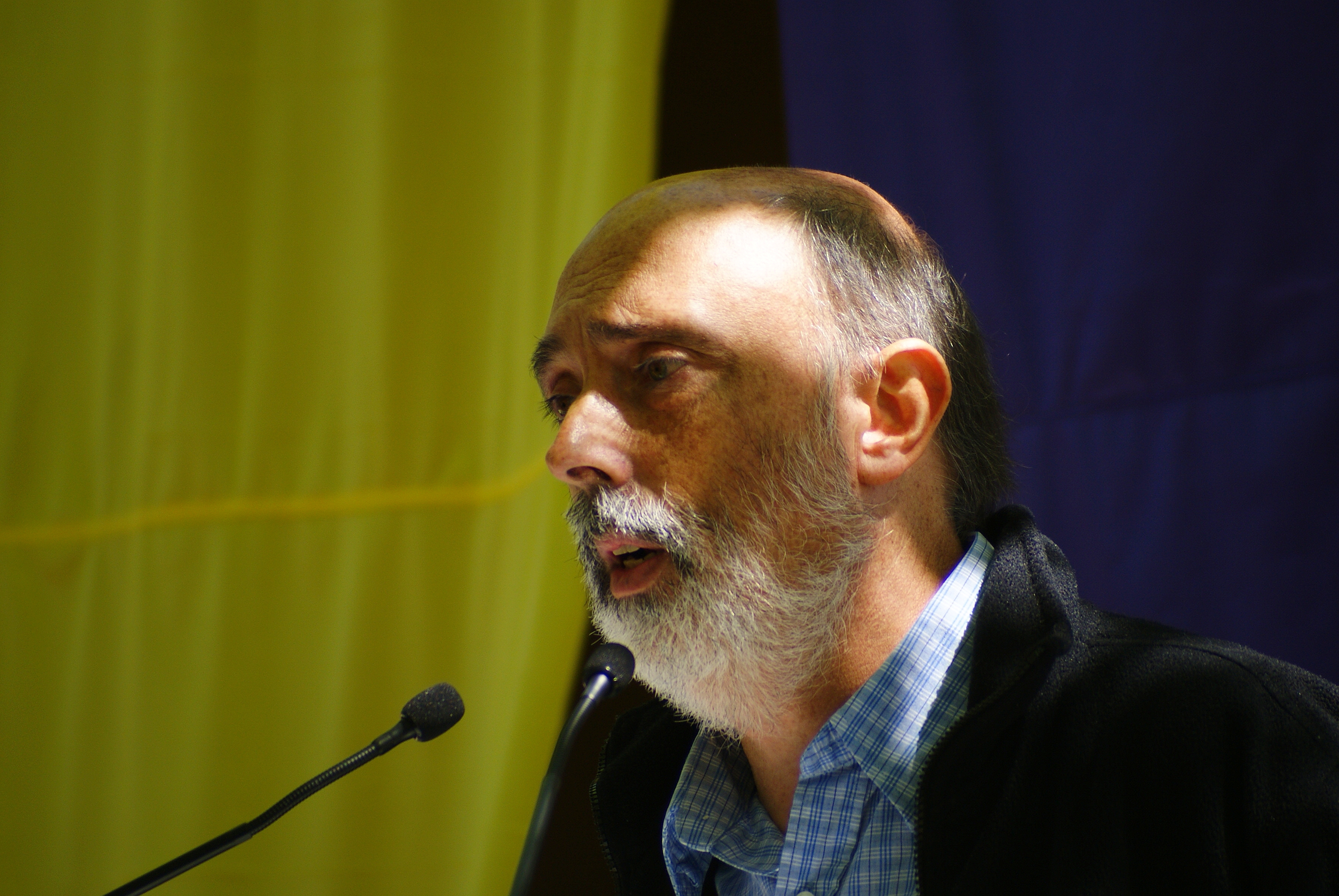
Francisco Etxeberria, antropólogo que realizó el segundo informe pericial sobre los restos óseos encontrados en Las Quemadillas a petición de Ruth Ortiz.

En un primer informe de la investigación judicial, la antropóloga forense de la Policía Científica que analizó diversos restos óseos hallados en la hoguera de Las Quemadillas, Josefina Lamas, dictaminó que dichos huesos correspondían a restos de animales, concretamente a roedores y pequeños carnívoros. Este informe retrasó sustancialmente la resolución del caso. La madre de los niños, Ruth Ortiz, solicitó un segundo informe pericial al antropólogo Francisco Etxeberria, quien reveló la existencia de fragmentos óseos humanos (que podrían corresponder a niños de dos y seis años) en los restos de la hoguera. Un tercer análisis efectuado por José María Bermúdez de Castro confirmó que los restos eran humanos, lo que desembocó en la destitución de Josefina Lamas y en la conclusión de la investigación.

### Ruptura de la cadena de custodia
Durante la instrucción del caso a cargo del juez José Luis Rodríguez Lainz, salieron a la luz algunos fallos en la cadena de custodia de las pruebas judiciales relacionadas con los restos recogidos en la hoguera de Las Quemadillas. Dichos restos fueron enviados desde Córdoba a Madrid para su análisis por los antropólogos forenses de la Unidad de Delitos Especializados y Violentos (UDEV). Cuando el juez Rodríguez Lainz llamó a declarar a Josefina Lamas tras la refutación de su informe preliminar y después de que ella misma se retractara del mismo, procedió a mostrarle diversas imágenes de las pruebas. Lamas declaró echar en falta la muestra "número 8" en las fotografías.
La ruptura de la cadena de custodia de estas pruebas fue una de las líneas fundamentales de la defensa de José Bretón en el juicio. Serafín Castro, comisario jefe de la Unidad de Delitos Especializados y Violentos (UDEV) en aquel momento, declaró en el juicio que la muestra número 8 pudo, por su estado, "desintegrarse".

## Juicio

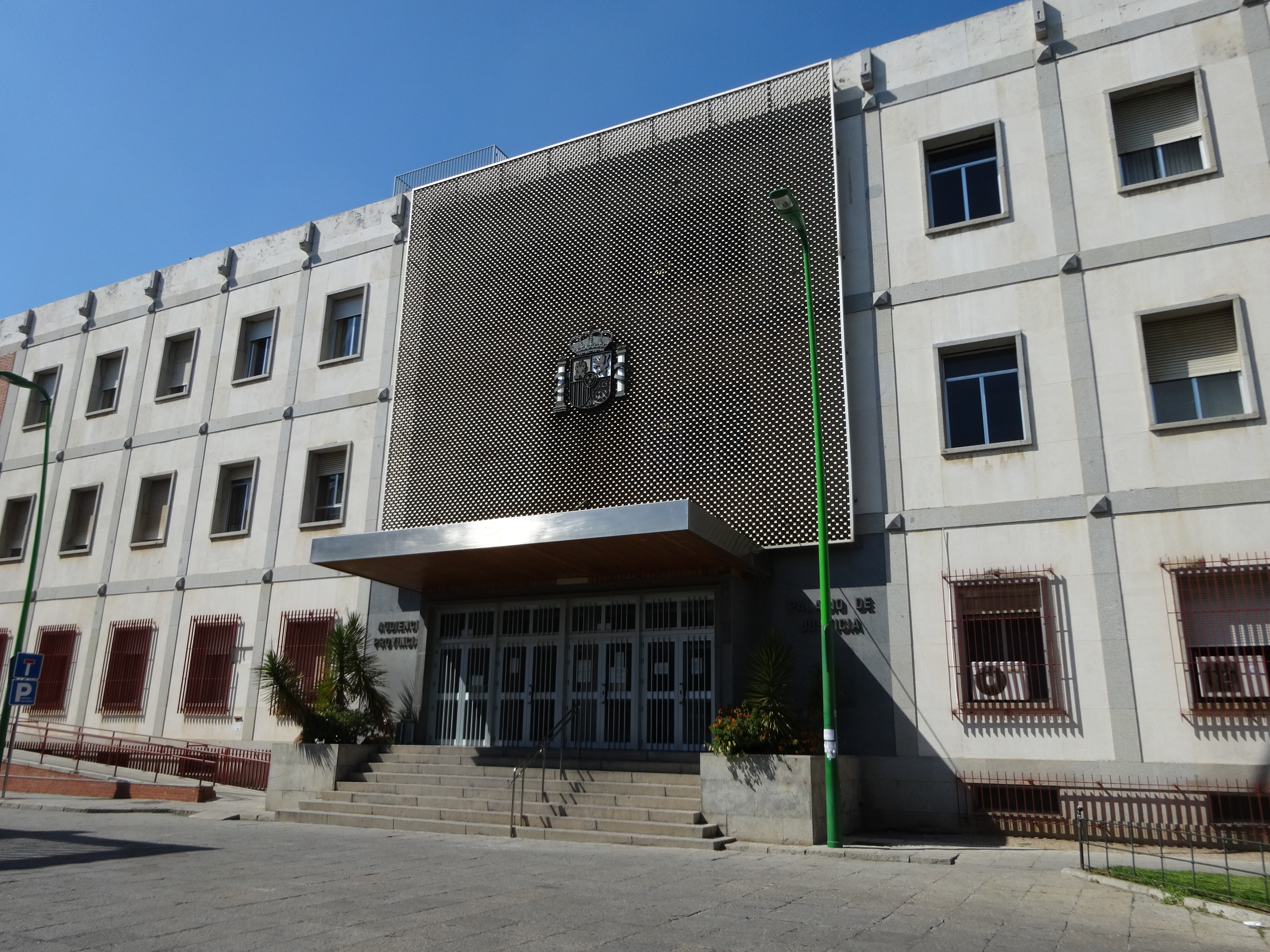
El juez José Luis Rodríguez Lainz de la Audiencia Provincial de Córdoba, en la imagen, instruyó el caso.

El juicio a José Bretón comenzó el 17 de junio de 2013 en la Audiencia Provincial de Córdoba con la elección del jurado popular, compuesto por siete mujeres y cuatro hombres. En la primera jornada, realizaron sus exposiciones iniciales el fiscal y las partes. En los días posteriores declararon el propio José Bretón, quien negó haberlos matado o suministrado pastillas diciendo que "daría la vida entera" por sus hijos y que los quería "con locura", y la madre, Ruth Ortiz, que en una declaración tras una mampara dijo que tomó la decisión de divorciarse porque su vida era "infeliz" y que cuando José Bretón le comunicó la desaparición de los niños supo que "no volvería a verlos más".
También declararon los trabajadores de la gasolinera de Huelva donde Bretón compró el combustible que empleó en la hoguera, los padres y hermanos de José Bretón –que se negaron a declarar ante el jurado–, el cuñado –que afirmó que no creía que Bretón hubiera matado a los niños, pero que sí era responsable de su desaparición–, varios vecinos de Las Quemadillas –que declararon haber percibido un olor desagradable a quemado, pero no una columna de humo–, varios agentes de policía –que aseguraron que las pruebas estuvieron debidamente custodiadas y precintadas–, un primo de Ruth Ortiz que había visitado a Bretón en su estancia en prisión preventiva –que declaró que Bretón le había asegurado "hasta tres veces" que había matado a los niños–, los psiquiatras y psicólogos que evaluaron a Bretón –que negaron que padeciera algún trastorno mental– y los peritos y forenses que analizaron los restos óseos, que apuntaron a su procedencia humana.
El 8 de julio, a continuación de los informes finales presentados por el Ministerio Fiscal, la acusación particular y la defensa, Bretón tomó la palabra en la última sesión del juicio y se declaró "inocente de los hechos" que se le imputaban. Por su parte, la fiscal afirmó que había "pruebas como puños" de que Bretón mató "de la forma más cruel posible" a los niños y luego quemó sus cuerpos.
El 22 de julio el jurado dictaminó la culpabilidad de Bretón por unanimidad, siendo condenado a 40 años de cárcel (20 por cada uno de los dos asesinatos).

## Recursos de la defensa
La defensa de Bretón recurrió la sentencia de la Audiencia Provincial de Córdoba ante el Tribunal Superior de Justicia de Andalucía, haciendo énfasis nuevamente en la cadena de custodia de las pruebas. El TSJA desestimó el recurso en noviembre de 2013 y confirmó la condena de 40 años impuesta por la Audiencia Provincial de Córdoba.
La defensa decidió entonces interponer un recurso de casación ante el Tribunal Supremo, recurso que fue desestimado por unanimidad en julio de 2014.
En marzo de 2015 la Audiencia Provincial de Córdoba rebajó la condena inicial de 40 a 25 años de cárcel a instancia de la defensa. Bretón había sido condenado por tres delitos distintos (dos asesinatos y una simulación de secuestro), por lo que le era de aplicación lo dispuesto en el artículo 76 del Código Penal.